# Japalura polygonata
Japalura polygonata là một loài thằn lằn trong họ Agamidae. Loài này được Hallowell mô tả khoa học đầu tiên năm 1861.